# Igreja Matriz de Odeleite
A Igreja Matriz de Odeleite, originalmente conhecida como Igreja da Nossa Senhora da Visitação, é um edifício religioso, situado na localidade de Odeleite, no Concelho de Castro Marim do Distrito de Faro, em Portugal.

## História e descrição
Este edifício foi construído pouco após a Visitação de 1518, razão pela qual possui a categoria de Igreja Gótica Mendicante. O interior possui três naves, subdivididas por arcos de volta, sendo a nave central e a capela-mor cobertas por abóbadas. Entre os elementos mais detalhados estão a talha dourada, várias pinturas, e uma colecção de peças de ourivesaria antigas.